# بانوی اول نیجریه
بانوی اول نیجریه (انگلیسی: First Lady of Nigeria؛ عنوان همسر رئیس‌جمهور نیجریه است. بانوی اول حال حاضر کشور نیجریه، عایشه بوهاری است که این عنوان را از ۲۹ مه ۲۰۱۵ میلادی در دست دارد. در قانون اساسی نیجریه، برپایی منصب یا شغلی با عنوان بانوی اول نیجریه، فراهم نشده است. با این حال از زمان استقلال این کشور، بودجه و کارکنان رسمی به بانوی اول نیجریه اختصاص داده شده است. در هنگام خطاب به وی، بانوی اول به کار گرفته می‌شود.
استلا اوباسانجو تنها بانوی اول نیجریه است که در حین دراختیار داشتن این عنوان، درگذشت.

## بانوان اول نیجریه
| نام                                | آغاز دوره      | پایان دوره             | رئیس‌جمهور یا رئیس دولت |
| ---------------------------------- | -------------- | ---------------------- | ---------------------- |
| فلورا آزیکیوه                      | ۱ اکتبر ۱۹۶۳   | ۱۶ ژانویه ۱۹۶۶         | نمدی آزیکیوه           |
| Victoria Aguiyi-Ironsi             | ۱۶ ژانویه ۱۹۶۶ | ۲۹ ژوئیه ۱۹۶۶          | Johnson Aguiyi-Ironsi  |
| Victoria Gowon                     | ۱ اوت ۱۹۶۶     | ۲۹ ژوئیه ۱۹۷۵          | Yakubu Gowon           |
| Ajoke Mohammed                     | ۲۹ ژوئیه ۱۹۷۵  | ۱۳ فوریه ۱۹۷۶          | Murtala Mohammed       |
| Esther Oluremi Obasanjo            | ۱۳ فوریه ۱۹۷۶  | ۱ اکتبر ۱۹۷۹           | اولوسگون اوباسانجو     |
| بدون بانوی اول؛ به دلیل تعدد زوجات | ۱ اکتبر ۱۹۷۹   | ۳۱ دسامبر ۱۹۸۳         | Shehu Shagari          |
| Safinatu Buhari                    | ۳۱ دسامبر ۱۹۸۳ | ۲۷ اوت ۱۹۸۵            | محمدو بوهاری           |
| Maryam Babangida                   | ۲۷ اوت ۱۹۸۵    | ۲۶ اوت ۱۹۹۳            | Ibrahim Babangida      |
| Margaret Shonekan                  | ۲۶ اوت ۱۹۹۳    | ۱۷ نوامبر ۱۹۹۳         | Ernest Shonekan        |
| مریم آباچا                         | ۱۷ نوامبر ۱۹۹۳ | ۸ ژوئن ۱۹۹۸            | سانی آباچا             |
| Fati Lami Abubakar                 | ۸ ژوئن ۱۹۹۸    | ۲۹ مه ۱۹۹۹             | عبدالسلام ابوبکر       |
| استلا اوباسانجو                    | ۲۹ مه ۱۹۹۹     | ۲۳ اکتبر ۲۰۰۵ (درگذشت) | اولوسگون اوباسانجو     |
| بدون بانوی اول                     | ۲۳ اکتبر ۲۰۰۵  | ۲۹ مه ۲۰۰۷             | اولوسگون اوباسانجو     |
| Turai Yar'Adua                     | ۲۹ مه ۲۰۰۷     | ۹ فوریه ۲۰۱۰           | عمرو یارادوآ           |
| Patience Jonathan                  | ۹ فوریه ۲۰۱۰   | ۶ مه ۲۰۱۰              | گودلاک جاناتان         |
| Patience Jonathan                  | ۶ مه ۲۰۱۰      | ۲۹ مه ۲۰۱۵             | گودلاک جاناتان         |
| Aisha Muhammadu Buhari             | ۲۹ مه ۲۰۱۵     | حال حاضر               | محمدو بوهاری           |